# Prosciurillus abstrusus
Prosciurillus abstrusus är en däggdjursart som beskrevs av Moore 1958. Prosciurillus abstrusus ingår i släktet Prosciurillus och familjen ekorrar. IUCN kategoriserar arten globalt som otillräckligt studerad. Inga underarter finns listade i Catalogue of Life.
Arten förekommer endemisk i en mindre region på Sulawesis sydöstra halvö. Den lever i en 1500 till 2000 meter hög bergstrakt. Habitatet utgörs av bergsskogar.
Denna ekorre blir 11,5 till 14,8 cm lång (huvud och bål) och har en 7,2 till 13 cm lång svans. Pälsens färg på ovansidan är mörkbrun med några ljusare prickar och undersidan har en mörkgrå färg. Ibland är buken ljusare till ljusbrun. Kännetecknande är öronens vitaktiga kant på ovansidan. Inget är känt om levnadssättet.